# 水の中の八月 (映画)
『水の中の八月』（みずのなかのはちがつ）は、1995年9月9日に公開された日本映画。石井聰亙の監督・脚本による神秘主義的なファンタジー映画。主演は小嶺麗奈と青木伸輔。

## 概要
東京を舞台に作品を作り続けてきた石井聰亙が、自主映画時代以来初めて、故郷である福岡を舞台にした長編映画。1993年に発表したオムニバスドラマ『TOKYO BLOOD』の一編「HEART OF STONE」で描かれた自然との交感というモチーフがベースになっている。福岡市の全面協力により全編博多ロケで製作し、全国に先駆けて福岡県で先行公開された。
主演の小嶺麗奈はモデル出身で本作が映画デビュー作。高飛び込みの場面はすべて自ら演じている。
撮影は主に16ミリカメラで行われ、祭りの場面など一部の箇所ではHi-8で撮影された映像も用いられている。
1996年、イメージファクトリーアイエムよりVHSソフトが発売。2009年にトランスフォーマーよりDVDソフトが発売。

## 物語
超新星が爆発したある年の夏、高校生の真魚は、水族館で少女がイルカの水槽に飛び込む姿を目撃する。彼女は同じ学校の後輩で高飛び込み選手の泉だった。2人は次第に親交を深めていく。その頃、世界では「石化病」という原因不明の奇病が流行し、人々が次々と倒れていた。ユニバーシアードの全国大会に参加した泉は、決勝戦で飛び込みに失敗する。真魚はプールに沈んだ泉を助け出すが、彼女は意識不明の重体となる。やがて臨死体験から目覚めた泉は、性格が一変し、さまざまな自然と交感できるようになったと言う。夢遊病のように遺跡を彷徨う泉を真魚は心配する。やがて彼女は自分が生き返ったのはこの世界を救うためだと悟る。泉は真魚の静止も聞かずに夜の川に身を投げる。すると石化病は消え去った。真魚は考古学者となり、泉の起こした奇跡を調べることに一生を捧げる。

## スタッフ
- 脚本・監督：石井聰亙
- 音楽：小野川浩幸、松尾謙二郎、長峯寛幸、柏木省三
- 撮影：笠松則通
- Hi-8撮影：山城雄一郎
- 美術：林田裕至
- 録音：三澤武徳
- 照明：渡邊孝一
- 編集：松尾浩
- スクリプター：森直子
- チーフ助監督：日垣一博
- 製作主任：近藤有希
- 特殊造型：津田三朗、吉田悦子
- 特撮：佐川和夫、尾上克郎
- 整音：山本逸美
- 音響効果：柴崎憲治
- タイトル：マキ・プロ
- MA：東京テレビセンター
- 現像：IMAGICA
- プロデューサー補：浅見一史 、福田雅美
- プロデューサー：古澤敏文
- 協力プロデューサー：高橋哲也
- 製作者：佐藤正悦

## キャスト
- 葉月泉：小嶺麗奈
- 桑島真魚：青木伸輔
- 葉月洋：戸田菜穂
- 浮谷：宝井誠明
- 美樹：松尾れい子
- 堺：天本英世
- 斎藤：楢崎弥之助
- イルカの指導員：草刈正雄
- 高飛び込みのコーチ：中村有志
- 石族の使者：町田康
- 安部教授：大須賀勇
- 生物学教師：荒戸源次郎
- 老人の真魚：三苫鐡児
- 博士：フマユン・A・ムガール